# Joseph Weigl
Joseph Weigl (Eisenstadt, 28 de marzo de 1766 - Viena, 3 de febrero de 1846),  fue un compositor y director de orquesta austriaco. Era hijo de Joseph Franz Weigl (1740–1820),  el principal chelista de la orquesta de la familia Esterházy. Joseph Weigl estudió música con eminentes profesores, entre ellos Johann Georg Albrechtsberger y Antonio Salieri. En 1792 fue nombrado Kapellmeister del teatro de la corte en Viena. Entre 1827 y 1838 fue vice-Kapellmeister de la corte imperial. Compuso más de 30 óperas, tanto en italiano como en alemán, 18 ballets, música incidental, música sacra, 11 misas y cantatas. Una de sus obras más conocidas es la ópera Die Schweizerfamilie.